# Galleria d’arte moderna di Bologna
Die Galleria d’arte moderna di Bologna war von 1926 bis 2007 eines der wichtigsten Museen für Moderne Kunst in Bologna. Es wurde 2007 umgewandelt in das Museo d’arte moderna di Bologna und an einen neuen Standort verlegt.

## Geschichte

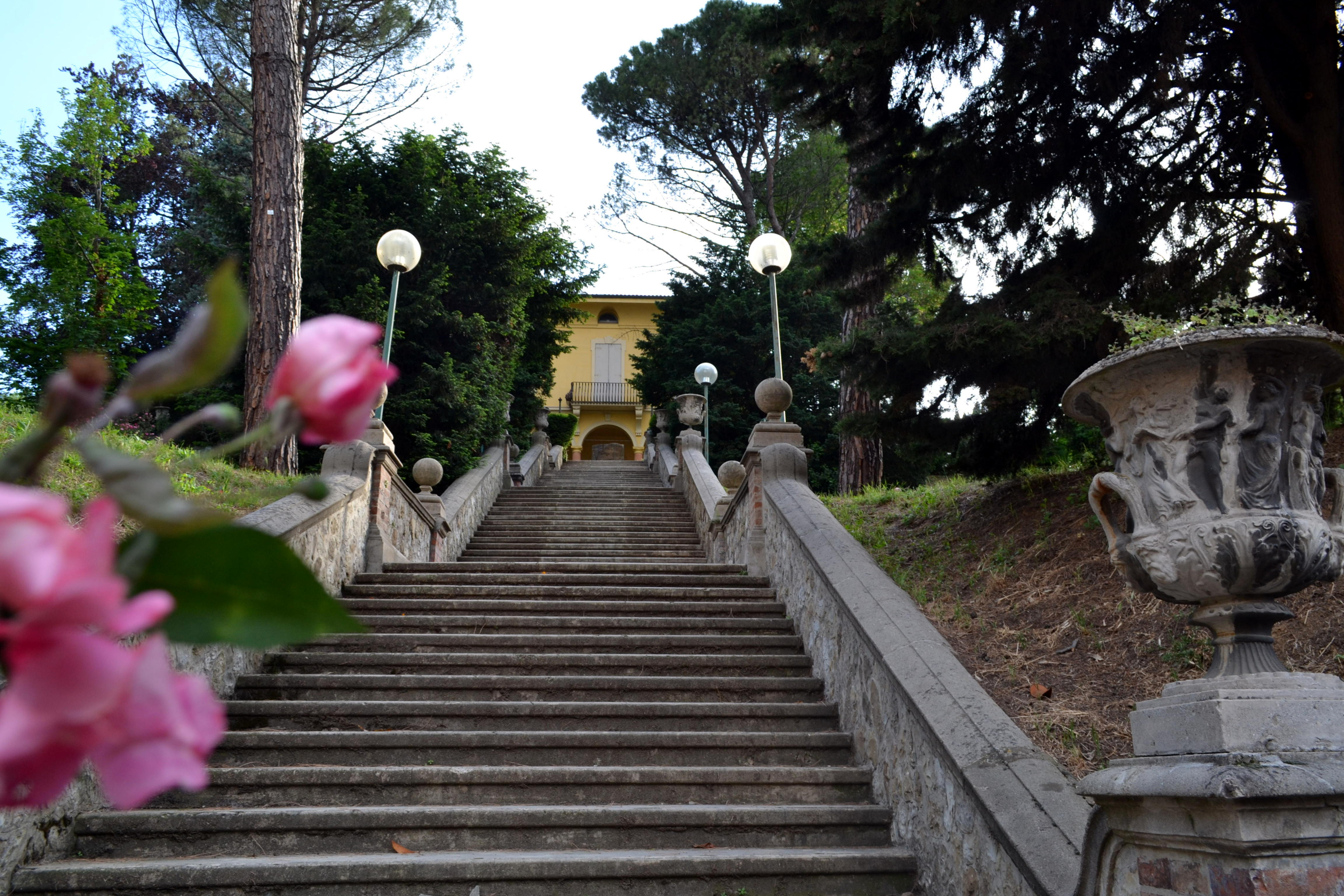
Villa delle Rose

Gegründet wurde das Museum 1926 mit Sitz in der Villa delle Rose, ein Gebäude im Saragozza-Viertel, das der Stadt Bologna von der Gräfin Nerina Armandi Avogli zum Zwecke der Einrichtung „einer Galerie moderner Kunst“ geschenkt wurde. Zum Zeitpunkt ihrer Eröffnung umfasste die Sammlung rund 160 Werke, hauptsächlich Malerei des 19. Jahrhunderts. 1936 wurde die Sammlung neu geordnet durch den Kunsthistoriker Guido Zucchini, welcher Werken des 20. Jahrhunderts Vorrang gab und 29 Werke des 19. Jahrhunderts der Collezioni Comunali d’Arte übertrug, die kurz zuvor im Palazzo d’Accursio eröffnet hatte.
Zwischen 1943 und 1946 wurden die Kunstwerke zum Schutz vor Kriegshandlungen in Depots eingelagert, während das Gebäude als Krankenhaus und später als Kommandozentrale des deutschen Militärs, später der Alliierten, diente.
Nach der Befreiung Italiens wurde die Galleria zunächst nur auf einer Etage eröffnet. 1959 wurde der Bologneser Kunstkritiker Francesco Arcangeli zum Direktor ernannt, welcher – gemeinsam mit Mario De Micheli und Antonello Trombadori – eine Kampagne zum Ankauf zeitgenössischer Kunstwerke startete. Rasch wuchs die Sammlung, dank zahlreicher Erwerbungen und Schenkungen, so sehr, dass sie bereits 1961 mehr als 2.000 Werke umfasste. Reichlich Raum erhielten Künstler der Region, aber auch prominente italienische und ausländische Künstler wie Roberto Sebastián Matta, Renato Guttuso, Alberto Burri, Leoncillo Leonardi oder Antoni Tàpies, Zeugen des politischen und intellektuellen Aufruhrs im Bologna jener Zeit. Neuerwerbungen anlässlich der Biennale di Venezia von 1968 bereicherten die Galleria mit Werken von Gianni Colombo, Enrico Castellani, Bridget Riley und Giovanni Korompay, entsprechend dem Interesse jener Zeit an der Erforschung von Raum und Umgebung.

### Umzug ins Messeviertel

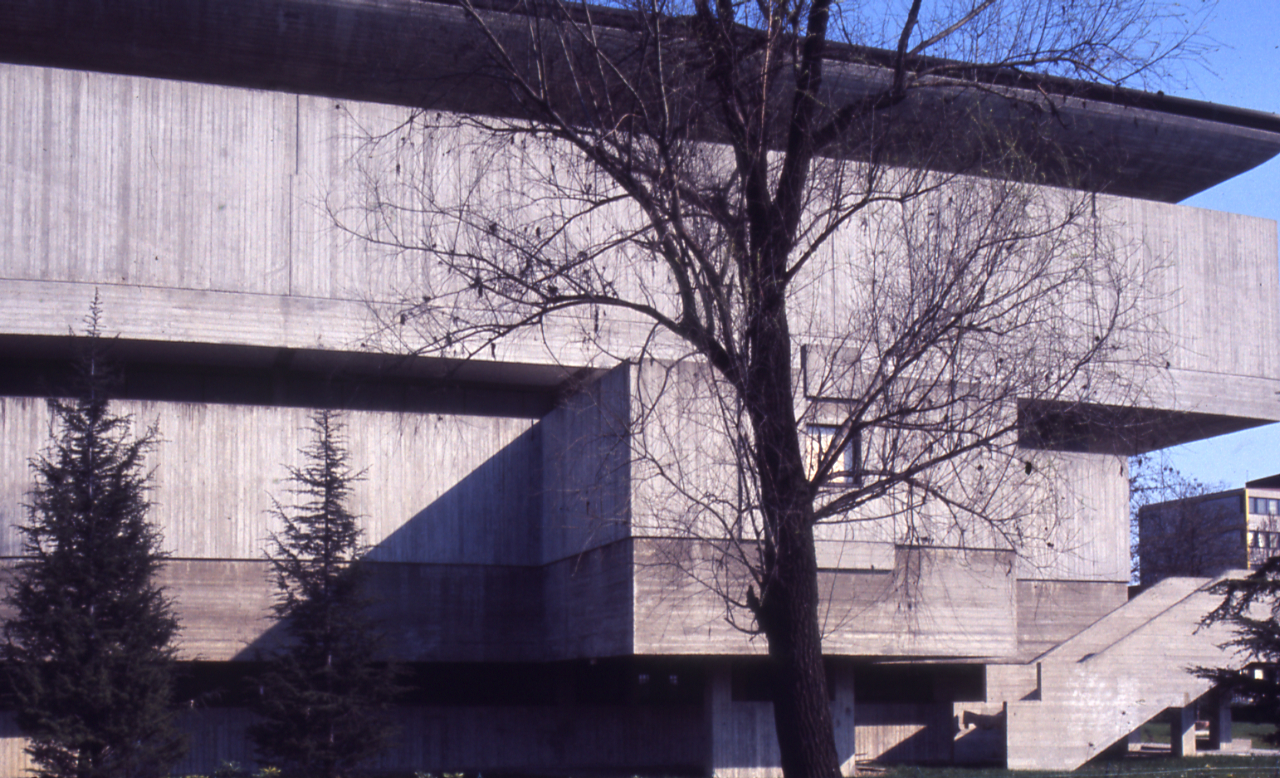
Galleria d’arte moderna di Bologna; Foto Paolo Monti.

Aus Platzgründen verlegte die Kommune 1969 Teile der Sammlung in ein neues Gebäude an der Piazza della Costituzione in dem im Entstehen begriffenen Messeviertel. Mit dem Entwurf beauftragt wurde Leone Pancaldi (1915–1995). Das neue Museum (dann „GAM“ genannt) wurde 1975 eröffnet. Die Ausstellungsfläche umfasste 2.700 m². Gezeigt wurden sowohl die ständige Sammlung als auch Wechselausstellungen. Dem Direktor Franco Solmi wurde ein neuer Lenkungsausschuss zur Seite gestellt. Unter Solmis Leitung fand im Juni 1977 in der GAM die Settimana Internazionale della Performance statt; zu den auftretenden Performance-Künstlern gehörten Marina Abramović mit Ulay, Gina Pane, Hermann Nitsch und Luigi Ontani.
Der Lenkungsausschuss wurde aufgelöst, als 1987 Pier Giovanni Castagnoli die Leitung übernahm. 1989 wurde die Villa delle Rose wiedereröffnet als Außenstelle der GAM. 1991 vermachte Maria Teresa Morandi, die Schwester des Malers, der Stadt Bologna 120 seiner Werke, die der bereits bestehenden Morandi-Sammlung der GAM hinzugefügt und 1993 in ein eigenes, neu gegründetes Museum ausgelagert wurden. 1995 erhielt die GAM einen Verwaltungsrat.
1996 wurde Danilo Eccher Direktor der GAM, 2001 der Bayer Peter Weiermair und 2005 der Napolitaner Gianfranco Maraniello.
2007 zog die GAM um in die ehemalige Brotfabrik an der via Don Minzoni und ging auf im neu gegründeten Museo d’Arte Moderna di Bologna (MAMbo).